# Liste des compagnies aériennes au Brunei
Voici une liste des compagnies aériennes opérant actuellement au Brunei.

## Compagnies aériennes régulières
| Compagnie aérienne    | Image | IATA | OACI | Indicatif d'appel | Depuis | Remarques | Centre                           |
| --------------------- | ----- | ---- | ---- | ----------------- | ------ | --------- | -------------------------------- |
| RB Link               |       | BI   | RBA  | BRUNEI            | 2019   |           | Aéroport international de Brunei |
| Royal Brunei Airlines |       | BI   | RBA  | BRUNEI            | 1974   |           | Aéroport international de Brunei |

## Compagnies aériennes gouvernementales
| Compagnie aérienne | Image | IATA | OACI | Indicatif d'appel | Depuis | Remarques | Centre |
| ------------------ | ----- | ---- | ---- | ----------------- | ------ | --------- | ------ |
| Sultan's Flight    |       |      | SFB  |                   |        |           |        |

## Voir également
- Liste des compagnies aériennes
- Liste des anciennes compagnies aériennes d'Asie
- Liste des anciennes compagnies aériennes de l'État de Brunei

- Liste des compagnies aériennes en Asie
- Liste des compagnies aériennes en Europe